# Iolanda di Borgogna-Nevers
Iolanda di Borgogna (dicembre 1247 – 2 giugno 1280) figlia di Oddone di Borgogna e Matilde di Borbone-Dampierre, dama di Borbone, fu contessa di Nevers dal 1262 fino alla sua morte.

## Biografia
Iolanda si sposò in prime nozze nel giugno 1265 con Giovanni Tristano di Francia (1250-1270), conte di Valois, figlio di Luigi IX di Francia e Margherita di Provenza. Partito per le crociate, morì di dissenteria senza aver dato a Iolanda alcun figlio.
Iolanda si risposò ad Auxerre con Roberto di Dampierre (1249-1322), signore di Béthune e poi conte delle Fiandre, suo lontano cugino, nel marzo 1272. Ebbero cinque figli:
- Luigi (1272-1322), conte di Nevers e Rethel;
- Roberto († 1331), signore di Marle e Cassel;
- Jeanne († 1333), che sposò nel 1288 Enguerrand IV di Coucy († 1310), signore di Coucy e visconte di Meaux;
- Iolanda († 1313), che sposò intorno al 1287 Wautier II d'Enghien († 1309);
- Matilde, che sposò intorno al 1314 Matthieu di Lorena († 1330), signore di Warsberg.

## Ascendenza
|                             |                            |                                 | Genitori                   |  |  | Nonni |  |  | Bisnonni               |  |  | Trisnonni           |  |
|                             |                            |                                 |                            |  |  |       |  |  | Oddone III di Borgogna |  |  | Ugo III di Borgogna |  |
|                             |                            |                                 |                            |  |  |       |  |  | Oddone III di Borgogna |  |  | Ugo III di Borgogna |  |
|                             |                            | Alice di Lorena                 |                            |  |  |       |  |  | Oddone III di Borgogna |  |  |                     |  |
| Ugo IV di Borgogna          |                            |                                 |                            |  |  |       |  |  | Oddone III di Borgogna |  |  |                     |  |
|                             |                            | Alice di Vergy                  | Ugo di Vergy               |  |  |       |  |  |                        |  |  |                     |  |
|                             |                            | Alice di Vergy                  | Ugo di Vergy               |  |  |       |  |  |                        |  |  |                     |  |
|                             |                            | Alice di Vergy                  | Gillette de Traînel        |  |  |       |  |  |                        |  |  |                     |  |
| Oddone di Borgogna          |                            | Alice di Vergy                  |                            |  |  |       |  |  |                        |  |  |                     |  |
|                             |                            | Roberto III di Dreux            | Roberto II di Dreux        |  |  |       |  |  |                        |  |  |                     |  |
|                             |                            | Roberto III di Dreux            | Roberto II di Dreux        |  |  |       |  |  |                        |  |  |                     |  |
|                             |                            | Roberto III di Dreux            | Yolanda di Coucy           |  |  |       |  |  |                        |  |  |                     |  |
| Yolanda di Dreux            |                            | Roberto III di Dreux            |                            |  |  |       |  |  |                        |  |  |                     |  |
|                             |                            | Aénor de Saint-Valéry           | Tommaso di Saint-Valery    |  |  |       |  |  |                        |  |  |                     |  |
|                             |                            | Aénor de Saint-Valéry           | Tommaso di Saint-Valery    |  |  |       |  |  |                        |  |  |                     |  |
|                             |                            | Aénor de Saint-Valéry           | Adele di Ponthieu          |  |  |       |  |  |                        |  |  |                     |  |
| Iolanda di Borgogna-Nevers  |                            | Aénor de Saint-Valéry           |                            |  |  |       |  |  |                        |  |  |                     |  |
|                             | Arcimbaldo VIII di Borbone | Guy II di Dampierre             |                            |  |  |       |  |  |                        |  |  |                     |  |
|                             | Arcimbaldo VIII di Borbone | Guy II di Dampierre             |                            |  |  |       |  |  |                        |  |  |                     |  |
|                             | Arcimbaldo VIII di Borbone | Matilde I di Borbone            |                            |  |  |       |  |  |                        |  |  |                     |  |
| Arcimbaldo IX di Borbone    | Arcimbaldo VIII di Borbone |                                 |                            |  |  |       |  |  |                        |  |  |                     |  |
|                             |                            | Beatrice di Montluçon           | Arcimbaldo II di Montluçon |  |  |       |  |  |                        |  |  |                     |  |
|                             |                            | Beatrice di Montluçon           | Arcimbaldo II di Montluçon |  |  |       |  |  |                        |  |  |                     |  |
|                             |                            | Beatrice di Montluçon           | Beatrice di Pierremont     |  |  |       |  |  |                        |  |  |                     |  |
| Matilde II di Borbone       |                            | Beatrice di Montluçon           |                            |  |  |       |  |  |                        |  |  |                     |  |
|                             |                            | Guido II di Châtillon-Saint-Pol | Gaucher III de Châtillon   |  |  |       |  |  |                        |  |  |                     |  |
|                             |                            | Guido II di Châtillon-Saint-Pol | Gaucher III de Châtillon   |  |  |       |  |  |                        |  |  |                     |  |
|                             |                            | Guido II di Châtillon-Saint-Pol | Elisabetta Candavène       |  |  |       |  |  |                        |  |  |                     |  |
| Iolanda di Châtillon-Nevers |                            | Guido II di Châtillon-Saint-Pol |                            |  |  |       |  |  |                        |  |  |                     |  |
|                             |                            | Agnese II di Nevers             | Erveo IV di Donzy          |  |  |       |  |  |                        |  |  |                     |  |
|                             |                            | Agnese II di Nevers             | Erveo IV di Donzy          |  |  |       |  |  |                        |  |  |                     |  |
|                             |                            | Agnese II di Nevers             | Matilde di Courtenay       |  |  |       |  |  |                        |  |  |                     |  |
|                             |                            | Agnese II di Nevers             |                            |  |  |       |  |  |                        |  |  |                     |  |